# Xã Catlin, Quận Marion, Kansas
Xã Catlin (tiếng Anh: Catlin Township) là một xã thuộc quận Marion, tiểu bang Kansas, Hoa Kỳ. Năm 2010, dân số của xã này là 187 người.